# Ultra Chu Chu Medley
「Ultra Chu Chu Medley」（ウルトラチューチューメドレー）は、2020年7月15日に発売された鈴木雅之通算41作目のシングル。

## 制作
「Ultra Chu Chu Medley」は、ベスト・アルバム『ALL TIME ROCK 'N' ROLL』からのシングルカットで、シャネルズが発表した「ハリケーン」「街角トワイライト」「憧れのスレンダー・ガール」「週末ダイナマイト」の4曲を小西康陽がメドレー形式でDJミックスした楽曲である。

## リリース
2020年7月15日にSony Music DirectのGREAT TRACKSレーベルから、完全生産限定盤として7"シングルレコードのみでリリースされた。
リリースするまでの経緯として、鈴木と小西がレコーディング現場で「7インチを作りたい」と意気投合したことで制作が開始され、バーニー・グランドマンがカッティングを担当した。鈴木がアナログ盤をリリースするのは、1988年に発売された「Dry・Dry」以来、32年ぶりとなる。

## 収録曲

### SIDE A
1. Ultra Chu Chu Medley (ハリケーン / 街角トワイライト / 憧れのスレンダー・ガール / 週末ダイナマイト) –  (4:59)
  - 「ハリケーン」 作詞：湯川れい子、作曲：井上大輔
  - 「街角トワイライト」 作詞：湯川れい子、作曲：井上忠夫
  - 「憧れのスレンダー・ガール」〜「週末ダイナマイト」 作詞：田代マサシ、作曲：鈴木雅之
  - Edited by 小西康陽

### SIDE B
1. Tears On My Pillow ＜with 少林兄弟, 佐藤善雄＞  –  (2:12)
作詞 · 作曲：Lewis Al · Bradford Sylvester、編曲：小西康陽